# Хибаловка
Хи́баловка (укр. Хибалівка) — село Куликовского района Черниговской области Украины, центр сельского совета. Население 382 человека.
Код КОАТУУ: 7422787501. Почтовый индекс: 16350. Телефонный код: +380 4643.
В селе родился Герой Советского Союза Яков Назаренко.

## Власть
Орган местного самоуправления — Хибаловский сельский совет. Почтовый адрес: 16350, Черниговская обл., Куликовский р-н, с. Хибаловка, ул. Мира 53, тел. 2-74-18.